# Бартниця
Бартниця (пол. Bartnica, нім. Beutengrund) — село в Польщі, у гміні Нова Руда Клодзького повіту Нижньосілезького воєводства.
Населення — 187 осіб (2011).
У 1975-1998 роках село належало до Валбжиського воєводства.

## Демографія
Демографічна структура станом на 31 березня 2011 року:
|          | Загалом | Допрацездатний вік | Працездатний вік | Постпрацездатний вік |
| -------- | ------- | ------------------ | ---------------- | -------------------- |
| Чоловіки | 90      | 11                 | 67               | 12                   |
| Жінки    | 97      | 21                 | 54               | 22                   |
| Разом    | 187     | 32                 | 121              | 34                   |